# Marry U
Marry U è un brano musicale della boy band sudcoreana Super Junior, prodotto da Lee Soo Man per il secondo album del gruppo, Don't Don. Il brano è stato pubblicato come singolo il 20 settembre 2007, in una versione contenente anche parti vocali aggiunte interpretate da Han Geng e Shindong. Marry U è rimasto alla prima posizione in Corea per tre settimane consecutive.
Il 26 novembre 2008 Merry U è stato pubblicato anche sul mercato giapponese come secondo singolo "speciale" del gruppo. Il singolo è stato pubblicato in due differenti confezioni: una contenente il CD ed un DVD con il video e materiale inedito, mentre la seconda contenente il CD ed un libro fotografico del gruppo. Il singolo ha raggiunto la nona posizione della classifica giornaliera Oricon.

## Tracce
CD+DVD
CD
1. Marry U - Super Junior
2. ROKKUKO!!! - Super Junior-T
3. 歩みを止めて - Super Junior-K.R.Y
4. 料理王(COOKING? COOKING! )- Super Junior-Happy

DVD
1. Marry U - Super Junior
2. ROKKUKO!!! - Super Junior-T
3. 料理王(COOKING? COOKING! )- Super Junior-Happy
4. MAKING VIDEO（初回盤のみ）

## Classifiche
| Classifica | Posizione massima |
| ---------- | ----------------- |
| Corea      | 1                 |
| Giappone   | 9                 |